# روی باومایستر
روی اف. باومایستر (انگلیسی: Roy Baumeister؛ ‎/ˈbaʊmaɪstər/‎) (زادهٔ ۱۶ مه ۱۹۵۳) استاد دانشگاه فلوریدا می‌باشد. تخصص او روانشناسی اجتماعی بوده و با کارهایش در موضوعات خود، رد اجتماعی، وابستگی، روابط جنسی، خودکنترلی، خودباوری، رفتارهای خودشکنانه، انگیزش، پرخاشگری، آگاهی و ارادهٔ آزاد، شناخته شده‌است.

## سوابق پژوهشی
باومایستر پانصد اثر پژوهشی داشته و به عنوان نویسنده، همکار نویسنده یا ویراستار در تألیف ۳۰ کتاب مشارکت داشته‌است. وی مدرک دکترایش را در سال ۱۹۷۸ از دپارتمان روانشناسی دانشگاه پرینستون اخذ نموده‌است. پس از آن، قبل از رفتن به فلوریدا، برای دو دهه در دانشگاه کیس وسترن رزرو به تدریس مشغول گردید. او همکار هر دو انجمن روانشناسی اجتماعی و شخصیت و انجمن علم روانشناسی می‌باشد. باومایستر در سال ۲۰۰۳ به عنوان یکی از پرارجاع‌ترین پژوهشگران آی اس آی شناخته شد. او عضو بنیاد ذهن زوریخ می‌باشد.

### مخاطب عمومی
- قدرت اراده: بازکشف بزرگترین توانایی انسان به همراه جان تایرنی، ۲۰۱۱.
- آیا هیچ‌چیز خوبی هم دربارهٔ مردان وجود دارد؟: چگونه فرهنگ‌ها با بهره‌کشی از مردان شکوفا شدند، ۲۰۱۰.

این کتاب توسط امیر حافظی خواه ترجمه شده و در تیرماه ۱۳۹۵ توسط نشر معارف منتشر شد.

### آثار آکادمیک
(قابل ذکر است که بعضی از این آثار برای عموم مردم خواندنی هستند، اما مخاطب اصلی آنها دانشگاهیان می‌باشند)
- شما بدترین دشمن خودتان هستید: فهم تضاد رفتارهای خودتباهانه
- شیطان: در داخل خشونت و بی‌رحمی بشر
- روان‌شناسی اجتماعی و طبیعت انسان
- از دست دادن کنترل
- بعد اجتماعی جنسیت
- شکستن قلب: دو طرف عشق نا فرجام
- خودآزاری و خویشتن
- هویت: تغییر فرهنگی و مبارزه برای خویشتن
- فرار از خود: اعتیاد به الکل، معنویت، مازوخیسم، و دیگر فرارها از بار فردیت
- معنای زندگی
- حیوان فرهنگی: طبیعت انسان، معنا، و زندگی اجتماعی
- خود در روان‌شناسی اجتماعی
- دانشنامه روان‌شناسی اجتماعی (۲ جلد)
- روان‌شناسی اجتماعی و تمایلات جنسی انسان
- عزت نفس: پازل کم عزت نفسی
- خود عمومی و خود شخصی
- کتابچه خود تنظیمی، ویرایش دوم: پژوهش، نظریه و برنامه‌های کاربردی
- اراده آزاد و آگاهی
- روان‌شناسی اجتماعی پیشرفته

## کتاب معنای زندگی
روی باومایستر در کتاب معنای زندگی بر اساس بررسی یافته‌های تجربی در مورد طیف وسیعی از موضوع‌ها از جمله عشق، کار، مذهب، فرهنگ، خودکشی و والدین به این نتیجه رسیده‌است که معنادار بودن زندگی توسط چهار عامل شکل می‌گیرد. چهار عنصر یا معیارهای یک زندگی معنادار عبارتند از:
1. اول، هدف، زمانی که افراد فعالیت‌های فعلی خود را مرتبط با پیامدهای آینده بدانند. هدف مقصودی را برای رفتار ما فراهم می‌کند. به فعالیت‌های ما معنا می‌بخشد. ارزش یا توجیه چیزی است که ما می‌خواهیم اعمالمان داشته باشد.
2. دوم، کارآمدی یا اثربخشی. مردم زمانی احساس کارآمدی می‌کنند که درک کنند که بر نتیجه کار خود کنترل دارند و می‌توانند از راه‌های مهمی تغییر ایجاد کنند. کارآمدی تمایل ما به کنترل برخی رویدادها و ایجاد تفاوت است. این حسی است که ما توانایی رسیدن به اهدافمان را داریم. ما با رویارویی با چالش‌ها احساس کارایی می‌کنیم. وقتی مردم احساس می‌کنند کنترلی بر موقعیت‌های استرس‌زا ندارند، نسبت به زمانی که احساس می‌کنند کنترل دارند، حتی اگر این احساس توهم‌آمیز باشد، در اثر استرس دچار مشکلات سلامتی می‌شوند.
3. سوم، ارزش، مردم می‌خواهند اعمال خود را دارای ارزش مثبت یا توجیه اخلاقی بدانند. به این معنا که افراد انگیزه دارند به گونه‌ای عمل کنند که نشان دهندهٔ ارزش اخلاقی مثبت باشد یا حداقل رفتار خود را مطابق با آرمان‌ها و معیارهای مورد تأیید و قابل قبول تفسیر کنند. مردم می‌خواهند بدانند که زندگی آنها ارزش واقعی دارد. ما به دنبال توجیه رفتار خود هستیم، حتی زمانی که اعمال ما غیراخلاقی تلقی می‌شود. ما نیاز شدیدی به توجیه داریم. شغل‌ها یکی از مؤثرترین منابع برای خود ارزشمندی و معنا هستند.
4. چهارم، عزت نفس مثبت، مردم به دنبال راه‌هایی هستند تا ثابت کنند که افرادی با ویژگی‌های مطلوب هستند. عزت نفس به معنای این است که فرد ارزش دارد، به خود احترام می‌گذارد و از دیگران احترام می‌گیرد. در عمل، این معمولاً به معنای احساس برتری نسبت به دیگران است.[۴]

باومایستر می‌نویسد: دین یکی دیگر از منابع اصلی معنا در زندگی است، «اما ظاهراً مردم می‌توانند همان گونه‌های معنا را در جای دیگری دریافت کنند.» «مذهب ممکن است همیشه بهترین راه برای معنا بخشیدن به زندگی نباشد، اما احتمالاً مطمئن‌ترین راه است.» به‌طور بالقوه می‌تواند هر چهار نیاز به معنا را برآورده کند. دین با کمک به معنادار شدن چیزها، کارایی را ارضا می‌کند. وقتی همه چیز منطقی باشد، وقتی مردم آن را به رویدادهای مطلوب آینده مرتبط می‌بینند، رنج کاهش می‌یابد. دین به نیاز انسان به تعلق پاسخ می‌دهد. افرادی که روابط قوی در درون گروه مذهبی برقرار می‌کنند، تمایل دارند در گروه بمانند. در واقع، روابط بیش از دکترین اهمیت دارند. مذاهب معمولاً قول می‌دهند که به مؤمنان کمک کنند تا با تأثیرگذاری بر خدا برای مداخله در دنیای طبیعی، مانند کمک به بهبود بیماری یا ارتش برای پیروزی در جنگ، کنترلی اعمال کنند. اعتقاد به این آموزش می‌تواند نیاز به اثربخشی را برآورده کند اما این ادعا که دین چنین تأثیری ایجاد می‌کند، در معرض آزمایش و رد علمی است، همان‌طور که در مورد این اعتقاد که دعای مسیحی برای بیماران به بهبودی آنها کمک می‌کند، اتفاق افتاده‌است. عزت نفس نیاز دیگری است که دین می‌تواند آن را برآورده کند. به عنوان مثال، یهودیان زمانی معتقد بودند که قوم برگزیده خدا هستند و در نتیجه برتر از بقیه بشریت هستند. بیشتر ادیان تعلیم می‌دهند که آنها به تنهایی حقیقت را دارند، در حالی که معتقدان به آموزه‌های دیگر محکوم هستند. افول دین ممکن است یافتن معنا را برای بسیاری دشوارتر کند. 